# Mădălina Gojneaová
Mădălina-Victorița Gojneaová (* 23. srpen 1987, v Ploiești, Rumunsko) je současná rumunská profesionální tenistka.